# Duncan Clinch Heyward
Duncan Clinch Heyward, född 24 juni 1864 i Richland District (nuvarande Richland County) i South Carolina, död 23 januari 1943 i Columbia i South Carolina, var en amerikansk demokratisk politiker. Han var South Carolinas guvernör 1903–1907.
Heyward studerade vid Washington and Lee University i Virginia och rönte därefter stora framgångar inom risodlingsbranschen i South Carolina.
Heyward efterträdde 1903 Miles Benjamin McSweeney som South Carolinas guvernör och efterträddes 1907 av Martin Frederick Ansel. År 1938 blev Heyward hedersdoktor vid University of South Carolina.
Heyward avled 1943 i Columbia i en ålder av 78 år.